# Protestos no Egito em 2012–2013
Os Protestos no Egito em 2012–2013 foram parte de uma revolta popular em larga escala no Egito contra o então presidente Mohamed Morsi.
Os protestos contra o Presidente Mohamed Morsi irromperam a 22 de novembro de 2012 em resposta a uma nova lei ─finalmente não concretizada ─ que teria concentrado novos poderes na figura do presidente e que foi considerada por seus opositores como «ditatorial».

## Protestos

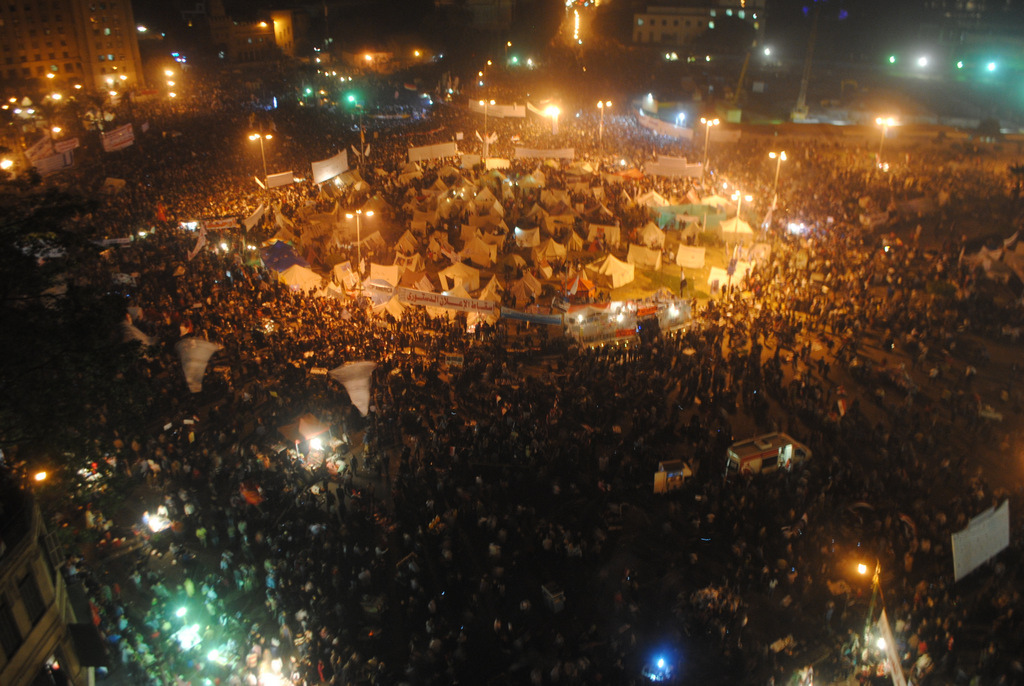
Milhares de pessoas protestando na Praça Tahrir em 30 de novembro de 2012

Em 22 de novembro de 2012, milhões de manifestantes começaram a protestar contra Morsi,  depois que seu governo anunciou uma declaração constitucional provisória que, com efeito, concederia ao presidente poderes ilimitados.  Morsi considerava o decreto necessário para proteger a assembleia constituinte eleita a partir de uma dissolução planejada por juízes indicados durante a era Mubarak.
As manifestações foram organizadas por organizações e indivíduos da oposição egípcia, principalmente liberais, esquerdistas, secularistas e cristãos.  As manifestações resultaram em violentos confrontos entre os partidários de Morsi e os manifestantes anti-Morsi, com dezenas de mortes e centenas de feridos.  Os manifestantes se reuniram em frente ao palácio presidencial, que por sua vez foi cercado por tanques e veículos blindados da Guarda Republicana.  Os manifestantes anti-Morsi no Cairo foram estimados em 200 mil, enquanto mais de 100.000 apoiantes de Morsi se reuniram no Cairo para manifestar apoio.  Alguns conselheiros de Morsi renunciaram em protesto, e muitos juízes se pronunciaram contra suas ações também. 
Resignações foram oferecidas pelo diretor da radiodifusão estatal, Rafik Habib (vice-presidente cristão do Partido da Liberdade e da Justiça da Irmandade Muçulmana), e Zaghloul el-Balshi (secretário-geral da comissão de supervisão do referendo constitucional previsto).  Sete membros dos 17 membros da comissão consultiva de Morsi renunciaram em dezembro de 2012.
Em 8 de dezembro de 2012, Morsi anulou seu decreto temporário que havia expandido sua autoridade presidencial e removeu a revisão judicial de seus decretos; um oficial islamita afirmou, mas acrescentou que, os resultados da declaração temporária ainda permaneceriam.  George Isaac do Partido da Constituição disse que a declaração de Morsi não oferecia nada de novo, a Frente de Salvação Nacional rejeitou-a como uma tentativa para manter as aparências, e o Movimento 6 de Abril e Gamal Fahmi do Sindicato dos Jornalistas Egípcios afirmou que a nova declaração não conseguia resolver o problema "fundamental" do carácter da assembleia que a oposição boicotou. 
Em 22 de dezembro, a Constituição apoiada por Morsi foi aprovada em um referendo nacional por 64% dos eleitores, com 32,9% do eleitorado votante. A oposição alegou fraude no processo e pediu uma investigação. 
Em 30 de junho de 2013, o primeiro aniversário da eleição de Morsi, milhares de adversários de Morsi se concentraram na Praça Tahrir e fora do maior palácio presidencial no subúrbio de Heliópolis exigindo a renúncia de Morsi.  Manifestações também foram relatadas em 18 locais em todo Cairo  e em outros locais diferentes em todo o país, incluindo Alexandria, El-Mahalla e cidades na região do Canal de Suez.  Várias organizações políticas apoiaram as manifestações, incluindo o movimento Tamarod formado por membros do Movimento Egípcio pela Mudança, que afirmou ter recolhido 22 milhões de assinaturas pedindo a renúncia de Morsi. 

## Consequências
Em 3 de julho de 2013 as Forças Armadas do Egito emitiram uma declaração anunciando o fim da presidência de Morsi.  No mesmo comunicado, os militares anunciaram que a constituição foi suspensa e que novas eleições seriam realizadas em uma data futura. O chefe do Supremo Tribunal Constitucional, Adly Mansour, tornou-se chefe de um governo de transição. 
O golpe de Estado foi parcialmente popular,  partidários do presidente deposto encenaram grandes manifestações em Nasr City, um distrito do Cairo, e em Alexandria, Luxor, Damanhour e Suez. 
Após o golpe militar de 30 de junho de 2013, o exército egípcio reprimiu os meios de comunicação públicos e fechou várias agências de notícias que percebiam como pró-Morsi, incluindo Al Jazira . 
No que muitos consideraram um massacre,  centenas de manifestantes pró-Morsi foram mortos na repressão pelos militares egípcios e em ataques a manifestações pró-Morsi.  Em muitos casos, o exército negou atirar em manifestantes com munições reais, ao contrário do que afirmaram testemunhas e relatos em primeira mão de agências de notícias ocidentais e residentes locais. 